# Vaux-sur-Seulles

Vaux-sur-Seulles este o comună în departamentul Calvados, Franța. În 1 ianuarie 2022 avea o populație de 322 de locuitori.